# Paola Došen
Paola Došen est une ancienne joueuse de volley-ball croate née le 6 janvier 1988. Elle mesure 1,77 m et jouait au poste de libero. Elle a totalisé 30 sélections en équipe de Croatie. Elle a mis un terme à sa carrière de volleyeuse professionnelle en 2013.

## Clubs
| Club       | De        | À         |
| ---------- | --------- | --------- |
| ŽOK Rijeka | 2003-2004 | 2012-2013 |

## Palmarès

### Équipe nationale
- Championnat d'Europe des moins de 20 ans
  - Finaliste : 2006

### Clubs
- Championnat de Croatie
  - Vainqueur : 2007, 2008, 2009, 2010, 2011, 2012, 2013.
  - Finaliste : 2006.
- Coupe de Croatie
  - Vainqueur : 2005, 2006, 2007, 2008, 2009, 2012.
  - Finaliste : 2010, 2011.

### Distinctions individuelles
- Championnat d'Europe féminin de volley-ball des moins de 20 ans 2006: Meilleure libero.